# Mezquita de Malik ibn Dinar
La mezquita de Malik ibn Dinar, también conocida como Malik ibn Dinar Mosque es una mezquita situada en la ciudad de Kovalam en Tamil Nadu, India. La mezquita contiene la tumba del santo musulmán Thameemul Ansari.